# 维西溲疏
维西溲疏（学名：Deutzia monbeigii）为虎耳草科溲疏属下的一个种。

## 扩展阅读
- 維基物種上的相關：维西溲疏